# Frank Vincent
Frank Vincent, geboren als Frank Vincent Gattuso (North Adams (Massachusetts), 4 augustus 1937 – New Jersey, 13 september 2017) was een Amerikaans acteur. 
Hij was onder andere te zien in drie films van van regisseur Martin Scorsese: Raging Bull (1980), Goodfellas (1990) en Casino (1995). Vincent speelde vaak gangsters en werkte zowel in de film- als de televisiewereld. Zo had hij een belangrijke rol in de televisieserie The Sopranos. Hij leende zijn stem ook aan computerspellen.

## Biografie

### Familie
Frank Vincent was de zoon van Frank Vincent Gattuso sr, een metaalwerker die later een zakenman werd.

### Carrière
Vincent had aanleg voor zowel drums, trompet en piano, dus was hij van plan de muziek in te gaan. In 1975 speelde hij in de lowbudgetfilm The Death Collector, samen met Joe Pesci, waar ze ontdekt werden door Robert De Niro. De Niro vertelde over hen aan Martin Scorsese, die onder de indruk was van beide en Scorsese huurde Vincent in voor een grote rol in de film Raging Bull uit 1980, waar hij weer te zien was naast Pesci. De twee zouden later nog samen in enkele andere films spelen. Vincent had kleine rollen in twee films van Spike Lee, te weten Do the Right Thing en Jungle Fever.
Vincent werd meestal getypecast als gangster. Hij speelde in Scorseses film Goodfellas, waar hij made man Billy Batts uit de Gambino-misdaadfamilie speelde. Hij had ook een grote rol in Scorseses Casino als Frank Marino (gebaseerd op gangster Frank Cullotta), de rechterhand van Pesci's personage.
In 1996 verscheen Vincent in de clip van Street Dreams van rapper Nas als zijn personage Frankie Marino uit Casino. De clip bootst enkele scenes van Casino na. In de televisiefilm Gotti uit 1996 speelde Vincent Robert "DiB" DiBernardo, een handlanger van maffiabaas John Gotti, over wiens leven de film gaat. In de televisieserie The Sopranos van HBO had hij van 2004 tot 2007 een grote rol als Phil Leotardo, een meedogenloze gangster uit New York, die als baas van de Lupertazzi-misdaadfamilie de grootste tegenstander van de Soprano-familie was in het laatste seizoen van de serie.
In 2001 leende Vincent zijn stem aan maffiabaas Salvatore Leone voor het computerspel Grand Theft Auto III. In 2004 en 2005 speelde hij dezelfde rol voor Grand Theft Auto: San Andreas en Grand Theft Auto: Liberty City Stories.
Vincent had een hoofdrol in de film This Thing of Ours uit 2003 en een grote rol in de film Remedy uit 2005. Hij speelde in een Britse televisiereclame voor Peugeot. In 2005 verscheen hij op de Ierse tv in een reeks reclames voor de Ierse bank Permanent TSB.
In 2006 bracht hij zijn eerste boek uit, A Guy's Guide to Being a Man's Man, dat positieve recensies kreeg. Zijn idool is Dean Martin. Vincent had ook zijn eigen lijn handgerolde sigaren, met zijn foto op het bandje
In 2008 speelde hij luitenant Marino in de onafhankelijk geproduceerde film The Tested, geregisseerd door Russell Costanzo. In 2009 had hij samen met mede-Sopranosacteur Steve Schirripa een cameo in de Stargate Atlantis-aflevering Vegas. In 2009 speelde Vincent gangster Lou Marazano in de film Chicago Overcoat.
Vincent overleed in 2017 op 80-jarige leeftijd aan complicaties bij een hartoperatie.
- Bibliothèque nationale de France: cb14236806d (data)
- Gemeinsame Normdatei: 129593885
- International Standard Name Identifier: 0000 0000 0071 9841
- Library of Congress Control Number: no97027799
- Nationale Bibliotheek van Israël: 987007452141805171
- Nationale Bibliotheek van Polen: a0000002418815
- Nationale en Universitaire bibliotheek Zagreb: 000272589
- Istituto Centrale per il Catalogo Unico: DDSV193239
- Système universitaire de documentation: 260283673
- Virtual International Authority File: 10060792
- WorldCat: E39PCjxFk4JYdk4FkqMYfmfRjC